# Hans Ludwig von der Groeben
Hans Ludwig von der Groeben (* 22. Februar 1615 in Lichterfelde; † 6. August 1669 in Cölln a. d. Spree) war ein kurbrandenburgischer Wirklicher Geheimer Rat.

## Leben

### Herkunft und Familie
Hans Ludwig von der Groeben war Angehöriger des märkischen Adelsgeschlecht von der Groeben. Seine Eltern waren der Erbherr auf Lichterfelde, Dabergotz, Meseberg, Teschendorf, Baumgarten, Prenden und Rauschendorf Otto von der Groeben (1581–1656) und Maria, geborene von Rochow aus dem Haus Plessow († nach 1688). Sein Bruder Friedrich Otto von der Groeben (1619–1697) war kurbrandenburgischer Obrist und Regimentschef, eine Schwester Anna Maria von der Groeben (1616–1674) war mit dem kurbrandenburgischen Obristen und Kommandant von Spandau Johann Georg von Ribbeck (1601–1666) verheiratet.

### Werdegang
Groeben war seit 1642 Deputierter der Ritterschaft und Direktor des Oberbarnimschen Kreises. Im Jahre 1651 wurde er Domdechant im Stift Brandenburg und mittelmärkischer Landschaftsdirektor. Er avancierte am 18. August 1658 zum Wirklichen Geheimen Rat und brachte gleichzeitig das Erbjägermeisteramt des Kurfürstentums Brandenburg zurück an sein Haus.
Groeben war Erbherr auf Meseberg, Lichterfelde, Rauschendorf, Baumgarten, Dabergotz und Schönermark. Er wurde am 9. November, wohl in der St.-Petri-Kirche in Berlin, begraben.